# Distrikt Paimas
Der Distrikt Paimas liegt in der Provinz Ayabaca in der Region Piura in Nordwest-Peru. Der Distrikt wurde am 8. September 1964 gegründet. Er hat eine Fläche von 324 km². Beim Zensus 2017 lebten 10.060 Einwohner im Distrikt. Im Jahr 1993 betrug die Einwohnerzahl 8231, im Jahr 2007 9638. Verwaltungssitz ist die 578 m hoch gelegene Kleinstadt Paimas mit 2540 Einwohnern (Stand 2017). Paimas liegt 25 km westlich der Provinzhauptstadt Ayabaca.

## Geographische Lage
Der Distrikt Paimas liegt in der peruanischen Westkordillere im nördlichen Westen der Provinz Ayabaca. Der Río Quiroz, linker Nebenfluss des Río Chira, durchquert den Distrikt in westlicher Richtung.
Der Distrikt Paimas grenzt im Norden an den Distrikt Suyo, im Osten an den Distrikt Montero, im Südosten an den Distrikt Lagunas, im Süden an den Distrikt Sapillica sowie im Südwesten und im Westen an den Distrikt Las Lomas (Provinz Piura).